# STANAG 4569
NATO AEP-55 STANAG 4569 は、NATO加盟国間の装備規格STANAGのうちの1規格。軽装甲車両・輸送車両の防弾・耐地雷能力（または火砲・IED）を規定している。

## 防弾能力
レベル1-5まで存在し、上がるにつれて耐久能力が向上する。

### レベル1
- 防弾能力
  - 30m離れた位置から、弾速833m/sで発射された7.62x51mm NATO弾を防ぐ事ができる事。
- 爆発物・地雷による耐爆能力
  - 手榴弾および地雷の破片に耐える事ができる事。

### レベル2
- 防弾能力
  - 30m離れた位置から、弾速695m/sで発射された7.62x39mm弾 API BZ弾を防ぐ事ができる事。
- 爆発物・地雷による耐爆能力
  - 対戦車地雷が爆発した場合、6kgの爆風に耐えられる事。
  - 2a-上記に加え、ホイールが耐爆仕様であること。
  - 2b-上記に加え、車両下部中央が耐爆仕様であること。

### レベル3
- 防弾能力
  - 30m離れた位置から、弾速930m/sで発射された7.62x51mm NATO弾（炭化タングステン弾）を防ぐ事ができる事。
- 爆発物・地雷による耐爆能力
  - 対戦車地雷が爆発した場合、8kgの爆風に耐えられる事。
  - 3a-上記に加え、ホイールが耐爆仕様であること。
  - 3b-上記に加え、車両下部中央が耐爆仕様であること。

### レベル4
- 防弾能力
  - 200m離れた位置から、弾速911m/sで発射された14.5x114mm弾を防ぐ事ができる事。
- 砲による耐爆能力
  - 30m離れた位置で155mm榴弾砲の榴弾が爆発しても耐えられる事。
- 爆発物・地雷による耐爆能力
  - 対戦車地雷が爆発した場合、10kgの爆風に耐えられる事。
  - 4a-上記に加え、ホイールが耐爆仕様であること。
  - 4b-上記に加え、車両下部中央が耐爆仕様であること。

### レベル5
- 防弾能力
  - 500m離れた位置の25mm機関砲から発射された弾速1,258m/sのAPDS-T徹甲弾（M791教練弾）またはTLB 073弾を防ぐ事ができる事。
- 砲による耐爆能力
  - 25m離れた位置で155mm榴弾砲の榴弾が爆発しても耐えられる事。